# Jordanië op de Olympische Zomerspelen 2004
Jordanië nam deel aan de Olympische Zomerspelen 2004 in Athene, Griekenland.

## Deelnemers en resultaten

### Atletiek
| Olympiër           | Discipline | Resultaat | Prestatie                  |
| ------------------ | ---------- | --------- | -------------------------- |
| Khalil Al Hanahneh | 100m (m)   | 63e       | serie 2: 6de in 10,76      |
|                    |            |           |                            |
| Basma Al Eshosh    | 100m (v)   | 46e       | serie 5: 5de in 12,09 (NR) |

### Paardensport
| Olympiër         | Discipline     | Resultaat      | Prestatie                              |
| Springconcours   | Springconcours | Springconcours | Springconcours                         |
| ---------------- | -------------- | -------------- | -------------------------------------- |
| Ibrahim Bisharat | individueel    | 54e            | kwalificatie: 54ste met 42 strafpunten |

### Taekwondo
| Olympiër      | Discipline | Resultaat | Prestatie |
| ------------- | ---------- | --------- | --- |
| Ibrahim Kamal | +80kg (m)  | 4e        | 1ste ronde: W van DEN Asidah: 9-6 kwartfinale: W van VIE Hung: 9-7 halve finale: V van GRE Nikolaidis: 3-6 herkansingen: W van KAZ Sagindykov: 2-2 (op punten door) bronzen finale: V van FRA Gentil: 2-6 |
|               |            |           | |
| Nadin Dawani  | +67kg (v)  | 5e        | 1ste ronde: W van NGR Dudu: 12-9 kwartfinale: W van CRO Vezmar: 5-4 halve finale: V van FRA Baverel: 3-3 herkansingen: V van VEN Carmona: 8-11                                                            |

### Tafeltennis
| Olympiër     | Discipline    | Resultaat | Prestatie |
| ------------ | ------------- | --------- | --- |
| Zeina Shaban | enkelspel (v) | 33e       | 1ste ronde: W van HON Medina: 4-3 (11-7, 11-13, 11-8, 9-11, 11-5, 9-11, 11-9) 2de ronde: V van ROU Zamfir: 1-4 (8-11, 11-5, 11-8, 11-5, 11-4) |

### Zwemmen
| Olympiër       | Discipline         | Resultaat | Prestatie               |
| -------------- | ------------------ | --------- | ----------------------- |
| Omar Abu Fares | 100m rugslag (m)   | 44e       | serie 1: 4de in 1.02,36 |
|                |                    |           |                         |
| Samar Nassar   | 50m vrije slag (v) | 62e       | serie 3: 7de in 30,83   |

Afghanistan · Albanië · Algerije · Amerikaanse Maagdeneilanden · Amerikaans-Samoa · Andorra · Angola · Antigua en Barbuda · Argentinië · Armenië · Aruba · Australië · Azerbeidzjan · Bahama's · Bahrein · Bangladesh · Barbados · België · Belize · Benin · Bermuda · Bhutan · Bolivia · Bosnië en Herzegovina · Botswana · Brazilië · Britse Maagdeneilanden · Brunei · Bulgarije · Burkina Faso · Burundi · Cambodja · Canada · Centraal-Afrikaanse Republiek · Chili · China · Chinees Taipei · Colombia · Comoren · Congo-Brazzaville · Congo-Kinshasa · Cookeilanden · Costa Rica · Cuba · Cyprus · Denemarken · Djibouti · Dominica · Dominicaanse Republiek · Duitsland · Ecuador · Egypte · El Salvador · Equatoriaal-Guinea · Eritrea · Estland · Ethiopië · Fiji · Filipijnen · Finland · Frankrijk · Gabon · Gambia · Georgië · Ghana · Grenada · Griekenland · Groot-Brittannië · Guam · Guatemala · Guinee · Guinee‑Bissau · Guyana · Haïti · Honduras · Hongarije · Hongkong · Ierland · IJsland · India · Indonesië · Irak · Iran · Israël · Italië · Ivoorkust · Jamaica · Japan · Jemen · Jordanië · Kaaimaneilanden · Kaapverdië · Kameroen · Kazachstan · Kenia · Kirgizië · Kiribati · Koeweit · Kroatië · Laos · Lesotho · Letland · Libanon · Liberia · Libië · Liechtenstein · Litouwen · Luxemburg · Macedonië · Madagaskar · Malawi · Malediven · Maleisië · Mali · Malta · Marokko · Mauritanië · Mauritius · Mexico · Micronesië · Moldavië · Monaco · Mongolië · Mozambique · Myanmar · Namibië · Nauru · Nederland · Nederlandse Antillen · Nepal · Nicaragua · Nieuw-Zeeland · Niger · Nigeria · Noord-Korea · Noorwegen · Oeganda · Oekraïne · Oezbekistan · Oman · Oostenrijk · Oost‑Timor · Pakistan · Palau · Palestina · Panama · Papoea-Nieuw-Guinea · Paraguay · Peru · Polen · Portugal · Puerto Rico · Qatar · Roemenië · Rusland · Rwanda · Saint Kitts en Nevis · Saint Lucia · Saint Vincent en Grenadines · Salomonseilanden · Samoa · San Marino · Sao Tomé en Principe · Saoedi-Arabië · Senegal · Servië en Montenegro · Seychellen · Sierra Leone · Singapore · Slovenië · Slowakije · Soedan · Somalië · Spanje · Sri Lanka · Suriname · Swaziland · Syrië · Tadzjikistan · Tanzania · Thailand · Togo · Tonga · Trinidad en Tobago · Tsjaad · Tsjechië · Tunesië · Turkije · Turkmenistan · Uruguay · Vanuatu · Venezuela · Verenigde Arabische Emiraten · Verenigde Staten · Vietnam · Wit-Rusland · Zambia · Zimbabwe · Zuid-Afrika · Zuid-Korea · Zweden · Zwitserland